# یوا ماچکالیان
یوا ماچکالیان (ارمنی: Եվա Մաճկալյան؛  زادهٔ ۱۸۹۷ - درگذشته ۱۹۵۶) کارشناس علوم پرورشی اهل ارمنستان بود.

## زندگی‌نامه
وی در ۱۸۹۷ در تفلیس به دنیا آمد و از کنسرواتوار دولتی تفلیس فارغ‌التحصیل گشت. وی در مدرسه شماره 14 نار-دوس فعالیت می‌کرد. همچنین برندهٔ جوایزی همچون آموزگار شایسته ارمنستان شوروی (۱۹۴۰) شده است.  وی در ۱۹۵۶ در سن ۵۹ سالگی در ایروان درگذشت.

## یادداشت
1. ↑  Թբիլիսիի Վանո Սարաջիշվիլիի անվան պետական կոնսերվատորիա